# Bašť
Bašť är en ort i Tjeckien.   Den ligger i regionen Mellersta Böhmen, i den centrala delen av landet, 14 km norr om huvudstaden Prag. Bašť ligger 226 meter över havet och antalet invånare är 503.
Terrängen runt Bašť är platt. Runt Bašť är det mycket tätbefolkat, med 1 754 invånare per kvadratkilometer. Närmaste större samhälle är Prag, 13,6 km söder om Bašť. Trakten runt Bašť består till största delen av jordbruksmark.